# Gawriil Romanowitsch Derschawin

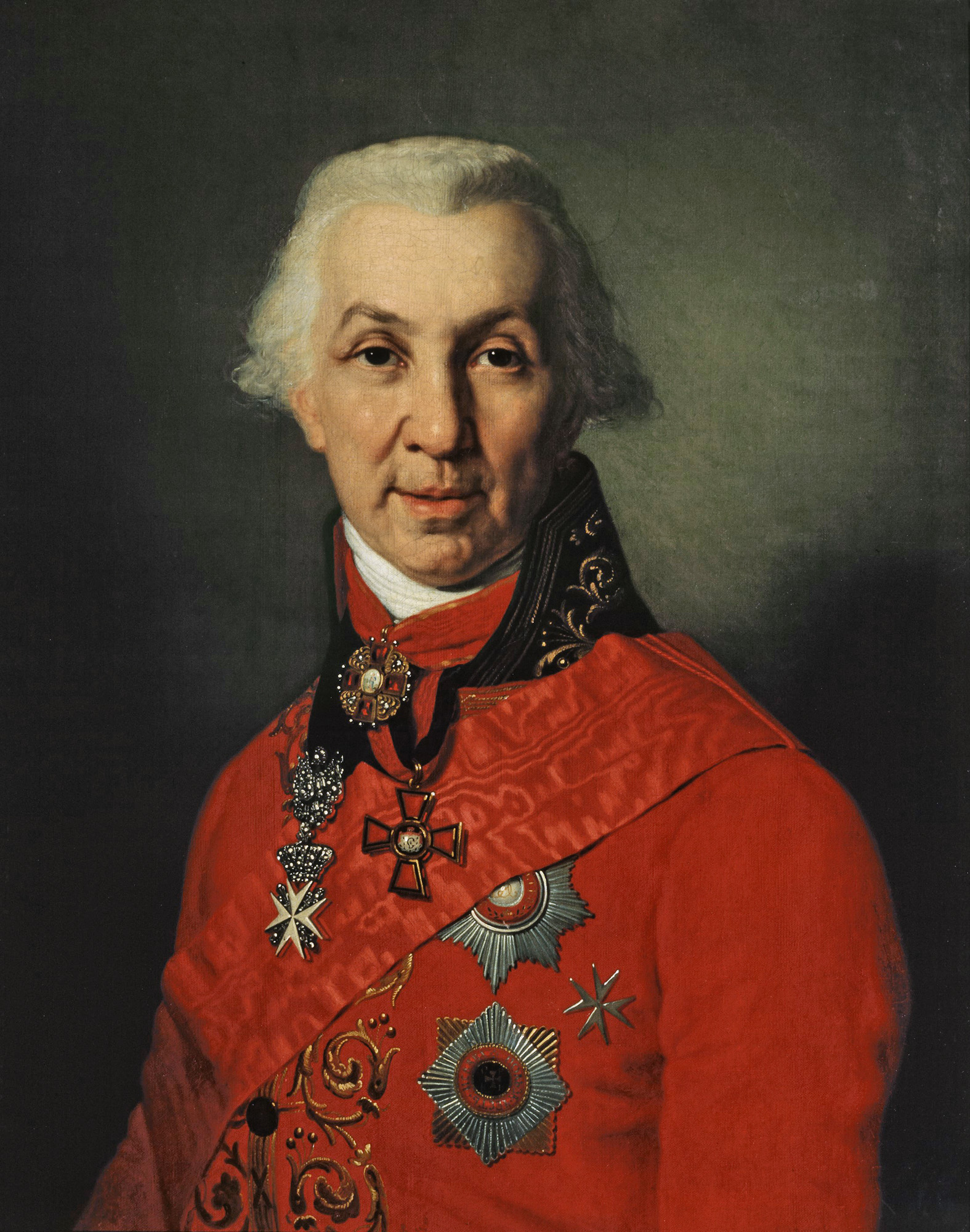
Gawriil Derschawin, gemalt von Wladimir Borowikowski, 1811

Gawriil Romanowitsch Derschawin (russisch Гавриил Романович Державин; * 3. Julijul. / 14. Juli 1743greg. in Kasan; † 8. Julijul. / 20. Juli 1816greg. im Chutynski-Kloster bei Weliki Nowgorod) war der bekannteste russische Poet vor Alexander Puschkin.

## Leben
Geboren und zur Schule gegangen in Kasan, stieg Gawriil Derschawin vom einfachen Soldaten zum höchsten Offizier des Staates unter Katharina der Großen auf. Er war Gouverneur von Olonez (1784) und Tambow (1785), persönlicher Sekretär der Kaiserin (1791), Präsident der Wirtschaftsuniversität (1794) und Justizminister (1802).
1803 trat er jedoch von allen Ämtern zurück und verbrachte den Rest seines Lebens auf seinem Landsitz in Swanka nahe Weliki Nowgorod. Hier schrieb er seine Gedichte und Verse.
Gawriil Derschawin wurde im Chutynski-Kloster nahe Swanka begraben. Während der Sowjetära wurde er in den Nowgoroder Kreml umgebettet und dann nach 1991 wieder in seine alte Grabstätte verbracht.

## Dichterisches Schaffen
Gawriil Derschawin gilt als der wichtigste russische Dichter bis zum Ende des 18. Jahrhunderts.
Obwohl seine Werke noch der klassischen Literatur zugeordnet werden, sind seine besten Verse voller Antithesen und Widersprüche, die an John Donne und andere metaphysische Dichter erinnern.
Gawriil Derschawin ist am bekanntesten für seine Oden, die er der Kaiserin Katharina II. und anderen Angehörigen des Hofes widmete. Dabei schenkte er der vorherrschenden Einteilung in Genres keine Beachtung und integrierte des Öfteren elegische, humoristische und satirische Elemente. Als Beispiel ist seine größte Ode zu nennen, in der er beschreibt, wie er Flöhe in den Haaren seiner Frau sucht, und seine eigenen Gedichte mit Limonade vergleicht.
Anders als andere klassische Dichter, empfand Derschawin Freude über sorgsam ausgesuchte Details wie z. B. die Farbe seiner Tapete in seinem Schlafraum.
Er glaubte, dass Französisch eine Sprache der Harmonie wäre, während er Russisch für eine Sprache voller Konflikte hielt. Auch wenn er harmonische Alliterationen bevorzugte, nutzte er manchmal bewusst Effekte der Kakophonie.

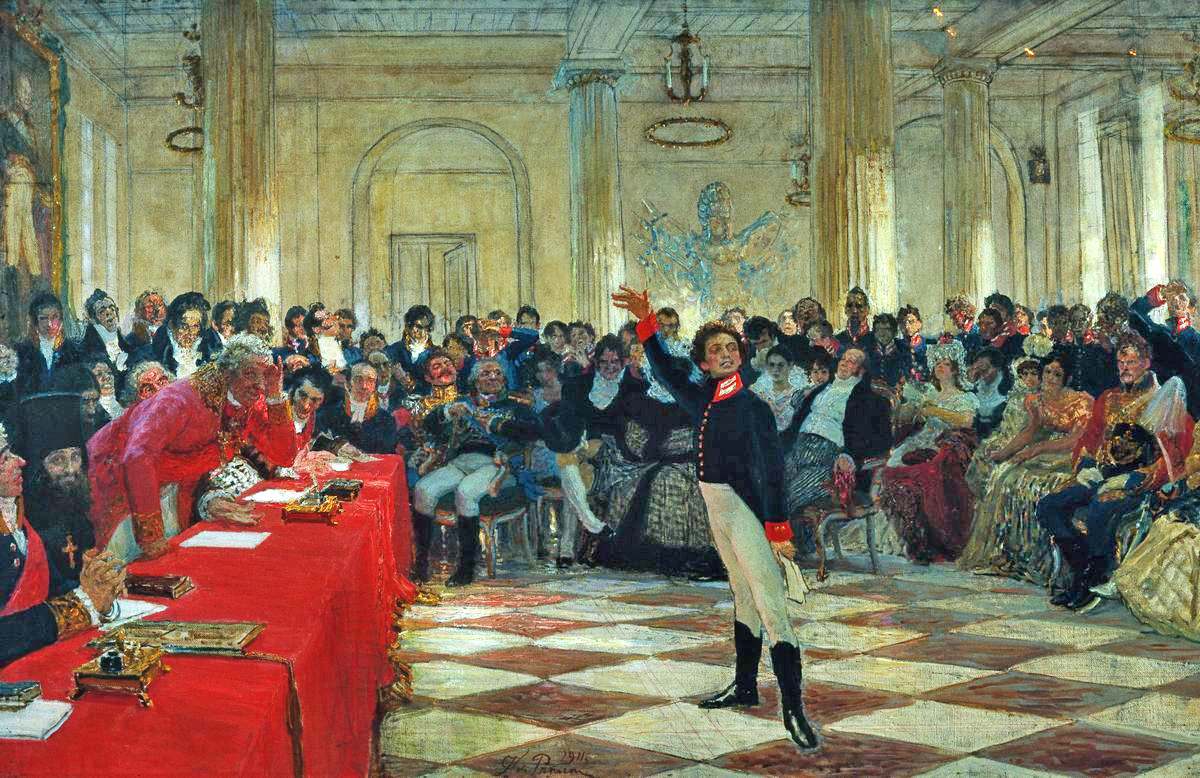
Ilja Repin stellt die Begegnung zwischen Derschawin und Puschkin in einem 1911 geschaffenen Gemälde dar

Im hohen Alter kam es zu einer Begegnung zwischen Derschawin und dem jungen Puschkin. Dieser präsentierte ihm 1815 als Schüler des Lyzeum Zarskoje Selo sein Gedicht Erinnerungen an Zarskoje Selo und wurde dafür vom Dichterfürsten ausgezeichnet. Dieses Erlebnis verarbeitete Puschkin in der letzten Zeile von Eugen Onegin:
Der Beifall kam mir froh entgegen

Mich hob der jung erstrittne Preis

Derschawin gab mir seinen Segen

Der grabesmüde Dichtergreis.

## Werke
Seine bekanntesten Gedichte waren
- Ode an Felicia (1779)
- Gott (1784)
- Der Wasserfall (1794)
- Der Dompfaff (1800)

Deutschsprachige Ausgaben

Es gibt nur drei bekannte deutschsprachige Ausgaben mit Texten von Gawriil Derschawin
- Felizens Bild. Aus dem Russischen des Herrn von Derschawin. Iversen und Fehmer, Reval, 1792, [übersetzt von August von Kotzebue], 32 Seiten[1]
- Gedichte des Herrn Staatsraths von Derschawin. Aus dem Russischen übersetzt von A. v. Kotzebue. Leipzig 1793; mit neun Gedichten, darunter Felizens Bild und Ode an die weise Zarin. archive.org.[2]
- So werd auch ich unsterblich sein. Oden und Gedichte. Übersetzt und mit einem Nachwort versehen von Christine Hengevoß. Leipziger Literaturverlag, Leipzig 2021, ISBN 978-3-86660-280-9 Informationen und Textauszüge

Neuere russische Ausgaben

- Анакреонтические песни (Литературные памятники 314), Москва, 1986 (russisch/deutsch)

## Ehrungen
Nach ihm ist der Derschawin-Gletscher in der Antarktis benannt.